# Microlophus albemarlensis
Microlophus albemarlensis är en ödleart som beskrevs av  Georg Baur 1890. Microlophus albemarlensis ingår i släktet Microlophus och familjen Tropiduridae. Arten finns på öarna Isabela, Santa Cruz, Fernandina, Santiago, Baltra, Santa Fe, Rabida, Seymour, Daphne Major och Plaza Sur i ögruppen Galápagosöarna

## Underarter
Arten delas in i följande underarter:
- M. a. albemarlensis
- M. a. barringtonensis